# Röderbach (Arnsbach)
Der Röderbach ist ein knapp zwei Kilometer langer Bach. Er ist ein linker und nördlicher Zufluss des Arnsbaches im hessischen Hochtaunuskreis.

## Geographie

### Verlauf
Der Röderbach entspringt im Östlichen Hintertaunus  auf einer Höhe von etwa 395 m ü. NN in einem Mischwald nördlich vom Neu-Anspacher Stadtteil Hausen-Arnsbach. Er fließt zunächst in südöstlicher Richtung durch Waldgelände, unterquert dann die B 275, speist kurz darauf erst einen kleinen namenlosen Weiher und gleich darauf den Grünwiesenweiher. Er läuft danach in südlicher Richtung durch einen Grünstreifen und mündet schließlich im Neu-Anspacher Stadtteil Hausen-Arnsbach auf einer Höhe von circa 318 m ü. NN  von links in den Arnsbach .

### Flusssystem Usa
- Fließgewässer im Flusssystem Usa